# Бикова Тамара Володимирівна
Тамара Володимирівна Бикова (21 грудня 1958, Азов, СРСР) — радянська легкоатлетка, перша чемпіонка світу в стрибках в висоту (1983). Багаторазова чемпіонка СРСР, 4-разова рекордсменка світу, перша радянська стрибунка, яка подолала двометровий рубіж і підняла стелю рекорду СРСР на 9 сантиметрів. Її рекорд (2.05) простояв двадцять років і був побитий Оленою Слесаренко, яка стрибнула на 2.06 на Олімпійських іграх в Афінах 30 травня 2004 року. Заслужений майстер спорту СРСР (1983).

## Життєпис
Проявила здібності до легкої атлетики в школі. Закінчивши вісім класів, поступила в спортивний інтернат. Там виконала нормативи першого розряду і майстра спорту. Тренер — Володимир Тимофійович Прохоров.
Перший рекорд (СРСР) встановила в 1980 році (197 см). Учасниця Олімпійських ігор 1980 року в Москві.
У 1983 році перемогла на Універсіаді в Едмонтоні (Канада). У 1983 році стала чемпіонкою світу. У тому ж році встановила три світові рекорди: рекорд в приміщенні 203 см в Будапешті 6.03.1983, рекорд світу 203 см в Лондоні 21.08.1983, рекорд світу 204 см в Пізі (Італія) 25.08.1983.
В Олімпійський іграх 1984 року в Лос-Анджелесі участі не брала через бойкот їх Радянським Союзом, однак в 1984 році встановила ще один світовий рекорд 205 см в Києві 22.06.1984.
Доньки — Яна та Настасія.